# Tuanfeng (Huanggang)
Tuanfeng (chiń. upr. 团风县; chiń. trad. 團風縣; pinyin Tuánfēng Xiàn) – powiat w zachodniej części prefektury miejskiej Huanggang w prowincji Hubei w Chińskiej Republice Ludowej. Według danych z 2010 roku, liczba mieszkańców powiatu wynosiła 338609.